# Monéteau
Monéteau är en kommun i departementet Yonne i regionen Bourgogne-Franche-Comté i norra Frankrike. Kommunen ligger i kantonerna Seignelay och Auxerre-Nord som tillhör arrondissementet Auxerre. År 2022 hade Monéteau 4 113 invånare.

## Befolkningsutveckling
Antalet invånare i kommunen Monéteau
| Referens: INSEE |